# Partei für Freiheit und Fortschritt
Partei für Freiheit und Fortschritt (Partit per la Llibertat i el Progrés, PFF) és un partit polític de la Comunitat Germanòfona de Bèlgica, filial del Mouvement Réformateur, d'ideologia liberal. Compta amb dos consellers al Consell provincial de Lieja i a les eleccions regionals belgues de 2004 va obtenir 5 escons al parlament germanòfon, i té com a ministres al govern regional Isabelle Weykmans i Bernd Gentges.